# Pedro Montalbán Kroebel
Pedro Montalbán-Kroebel (São Paulo, 3 de gener de 1961) és un dramaturg català d'origen brasiler.

## Biografia
Pedro Montalbán Kroebel va néixer a São Paulo (Brasil) el 3 de gener de 1961.
El seu primer text teatral (Amor de Madre) es publica el 2002. Ha col·laborat amb diverses companyies teatrals, tant privades com a públiques, havent obtingut diversos guardons. De Montalbán Kroebel s'ha dit, en diferents articles i textos, que és «un escriptor d'ofici» (Diago, N.), «un dramaturg racional i vibrant» (Budia, M.), que té «una identitat molt personal i es caracteritza per la constant reivindicació d'un llenguatge autònom» (Espejo, A.), que «la seva ploma destaca per la seva sensibilitat poètica» (Papamichail, M.), que «sobresurt la força i viveza del llenguatge» (Vallinés, I.) i que «és un dels dramaturgs que amb major perseverança i fermesa ha conreat l'experimentació en les seves obres dramàtiques dins del panorama espanyol de principis del XXI» (Ed. Invasoras).

## Obres teatrals
Pedro Montalbán Kroebel és l'autor dels següents textos teatrals, tots ells publicats i/o estrenats:
- Amor de madre (2002).[11]
- Darío Fo Alcalde? (2004).[12][13][14]
- La fascinación de Gil-Albert (2004).[15]
- Paso a dos (2006).[16][17]
- L'últim vol (2007).[18][19]
- Cuenta atrás (en col·laboració amb Antonio Cremades) (2007).[20]
- Podían saltar en el espacio (2008).[21]
- Perspectivas para un cuadro, Premi Alejandro Casona (en col·laboració amb Antonio Cremades) (2008).[22]
- Pájaros azules, Premi Jesús Domínguez (en col·laboració amb Jerónimo Cornelles) (2010).[23][24]
- En esta crisis no saltaremos por la ventana (2010).[3][25][26][27][28]
- Llarga nit de silenci, Premi Enrique Llovet (2010).[29][30][31]
- A cara o creu, Premi Lluís Solà i Sala (2018).[32]
- Un inocente decir sí, Esment Especial en l'II Premi Internacional Dramatúrgia Invasora (2018).[33]
- Lamento de Jean Nicot (en col·laboració amb Antonio Cremades) (2018)[34]
- Nunca he tenido mejor foto que la de las Azores (2021).[35]
- Retrat de Juan Piqueras realitzat per Josep Renau, Premi Octubre Pere Capellà (en col·laboració amb Antonio Cremades) (2021)[36]

### Versions
Montalbán Kroebel també ha realitzat versions de Les variacions Goldberg (George Tabori), Faust (Johann Wolfgang von Goethe), El Mercader amante (Gaspar Aguilar), C'est la vie (Gregg Opelka) i Les tetas de Tiresias (Guillaume Apollinaire).

## Premis i Representacions
En 2018 va obtenir el Premi Lluís Solà i Sala, va ser guardonat en l'IV Certamen Francisco Nieva i va rebre un Esment Especial en l'II Premi Internacional Dramatúrgia Invasora. Anteriorment va obtenir el Premi de Teatre Enrique Llovet en 2010, el Premi de Textos Teatrals Jesús Domínguez en 2010, el Premi Alejandro Casona en 2008 i el Premi de Literatura de la Fundació Carolina Torres Palero en 2007 pel conjunt de la seva obra teatral.
El seu teatre ha estat representat a Espanya, EE.UU., Itàlia i Grècia. Les seves obres s'han publicat en espanyol, català, gallec, anglès, italià i grec.
L'octubre de 2021 va guanyar el Premi Pere Capellà de Teatre, entregat per l'editorial 3i4, per la seva obra Retrat de Juan Piqueras realitzat per Josep Renau, escrita conjuntament amb Antonio Cremades.